# Ferrocarril Subterrani
El Ferrocarril subterrani (Underground Railroad en anglès) fou una xarxa de rutes secretes i cases de seguretat que van utilitzar durant el segle xix molts esclaus afroamericans per a escapar-se cap als estats lliures i el Canadà amb l'ajuda d'abolicionistes i altres persones que simpatitzaven amb la seva causa. Aquest terme també s'utilitza per a definir els abolicionistes, tant blancs com negres, lliures i esclaus que van ajudar els fugitius. També hi va haver rutes cap a Mèxic i més enllà del mar. Hi havia un Ferrocarril subterrani que anava cap al sud a través de Florida, que en aquells moments era una possessió de l'Imperi espanyol, que va existir des de finals del segle xvii fins després de la Revolució americana. Tot i això, en l'actualitat es considera que el Ferrocarril subterrani fou format a principis del segle xix i va assolir el seu punt culminant entre les dècades de 1850 i de 1860. S'estima que a la dècada de 1850 s'havien escapat uns 100.000 esclaus utilitzant el Ferrocarril subterrani.
L'esclavisme estava prohibit a l'Amèrica del Nord britànica (l'actual Canadà) i fou un destí molt popular per als esclaus fugitius, ja que la seva llarga frontera amb els EEUU tenia molts punts d'accés. La majoria dels antics esclaus es van assentar a Ontario. S'afirma que durant les dues dècades de mitjans del segle xix hi va haver més de 30.000 negres que es van escapar mitjançant aquesta xarxa, tot i que el cens dels Estats Units només en va comptabilitzar 6.000. El llibre de William Still de 1872, The Underground Railroad Records ha documentat històries de molts fugitius.

## Context polític
Fins i tot en el moment del punt culminant del Ferrocarril subterrani, hi va haver menys de 1.000 esclaus per any que van aconseguir escapar dels estats del sud (a la cort es van registrar poc més de 5.000 casos d'esclaus fugitius), nombre molt menor de l'augment natural de la població esclavitzada. Tot i que aquestes fugides tenien un impacte econòmic molt petit, l'existència d'una xarxa informal per a ajudar els esclaus a escapar-se tenia una gran influència psicològica en els propietaris d'esclaus. Els funcionaris dels estats on arribaven els esclaus tenien la responsabilitat d'intentar capturar-los, segons la Llei d'esclaus fugitius de 1793. Tot i això, molts ciutadans i governs dels estats lliures van ignorar aquesta llei i això va ajudar que el Ferrocarril subterrani prosperés.
El lobby polític dels estats del Sud dels Estats Units van pressionar perquè el Congrés dels Estats Units signés el Compromís de 1850 després del final de la Guerra mexicoamericana. Aquest va fer una llei més restrictiva: la Llei d'esclaus fugitius de 1850. Aparentment hi havia el compromís d'abordar tots els problemes regionals. Tot i això, amb aquesta llei s'obligava els funcionaris dels estats lliures a ajudar els caçadors d'esclaus fugits, que van obtenir immunitat per fer la seva feina en els estats lliures. Com que feia falta molt poca documentació per a reclamar un esclau fugitiu, els caçadors d'esclaus també van segrestar negres lliures, sobretot nens, per vendre'ls com a esclaus. La llei privava els presumptes esclaus del dret a defensar-se en els tribunals i feia molt difícil provar el seu estatus de persona lliure. En un suborn de facto, als jutges se'ls pagava uns honoraris més alt (10$) per a una decisió que confirmava que un sospitós era esclau, que no si decidia que era lliure (5$). Molts americans del nord que podrien haver ignorat els problemes dels esclaus del sud es van enfrontar a situacions que els portaren a recolzar l'esclavitud. Aquesta fou una de les queixes principals que formulà la Unió com a causa de la Guerra Civil dels Estats Units i la percepció dels ciutadans del sud que els estats del nord ignoraven la Llei de l'esclau fugitiu fou la justificació principal que postularen a favor de la secessió.

## Estructura

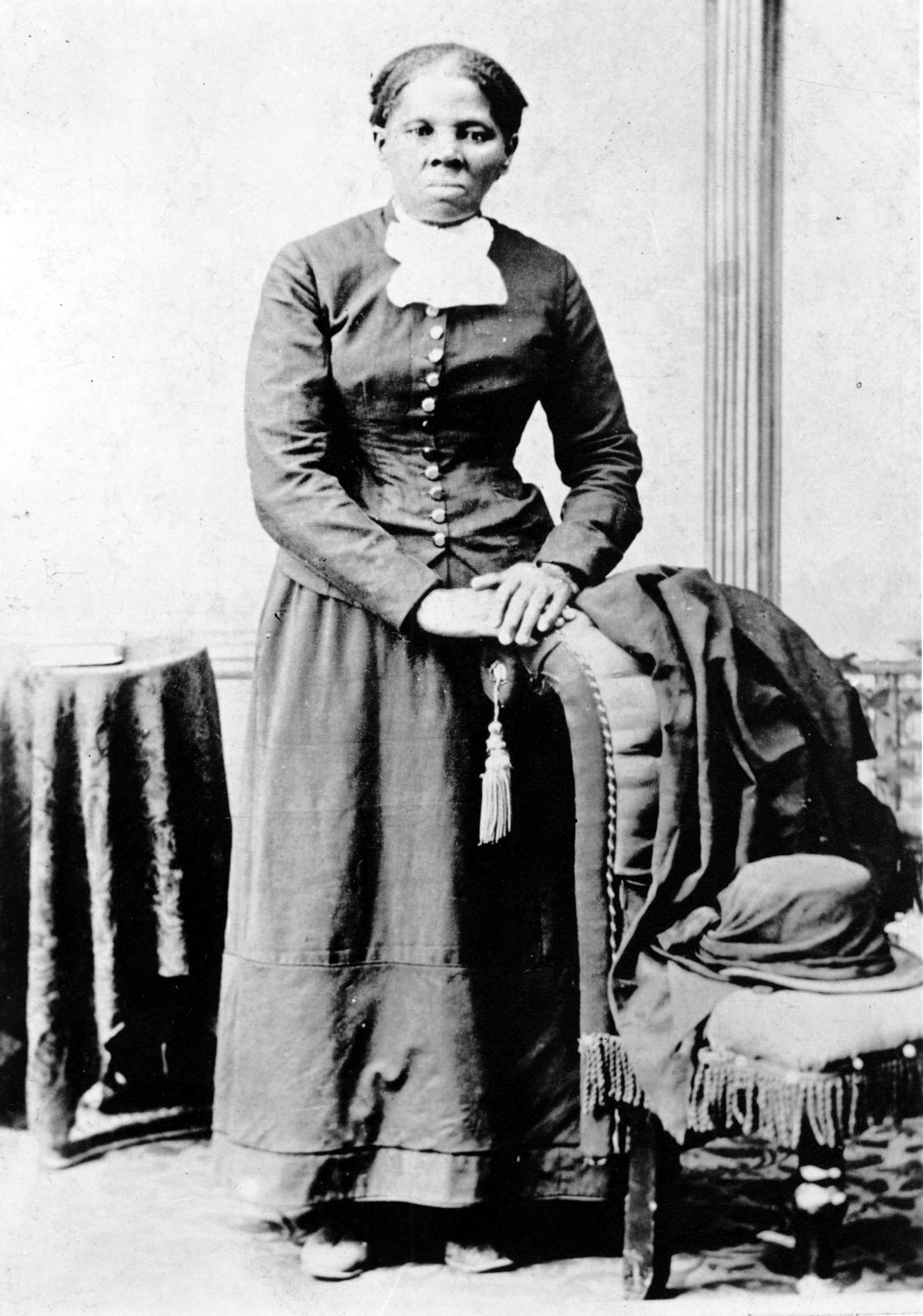
Harriet Tubman (foto de H. B. Lindsley), c. 1870. Tubman va fer uns 13 viatges al sud per ajudar més de 70 esclaus

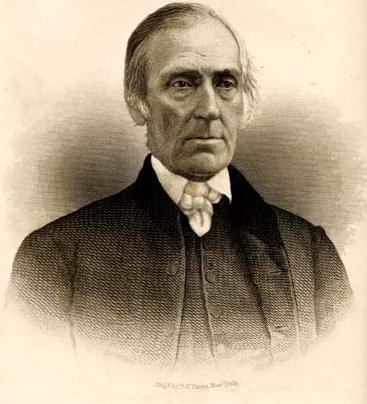
El quàquer abolicionista Levi Coffin i la seva dona Catherine van ajudar més de 2.000 esclaus a fugir de l'esclavitud.

La xarxa de fugida no estava literalment sota terra ni era un ferrocarril. Underground s'utilitza en el sentit figurat que era una resistència clandestina. Era conegut amb el nom de "Ferrocarril" perquè utilitzava un codi que tenia terminologia ferroviària. El ferrocarril subterrani consistia en un conjunt de punts de reunió, rutes secretes, transport, cases de seguretat i assistència personal que era proporcionada per simpatitzants abolicionistes. Els participants s'organitzaven bàsicament en grups petits i independents i això va ajudar a mantenir el secret perquè els individus coneixien algunes "estacions" de connexió al llarg de la ruta, però sabien pocs detalls de la seva zona immediata. Els esclaus fugitius anaven cap al nord a través de la ruta des d'una estació cap a una altra. Els "conductors" tenien diversos orígens: negres lliures, abolicionistes blancs, antics esclaus (escapats o emancipats) i amerindis. Clergues i congregacions religioses van jugar un rol important en el Ferrocarril, sobretot la Societat Religiosa d'Amics (quàquers), l'Església congregacional, l'Església Wesleyan i l'Església presbiteriana reformada d'Amèrica del Nord, així com algunes sectes protestants i branques de l'Església metodista i l'Església baptista. Sense la presència i l'ajuda de negres lliures els esclaus fugitius no haurien pogut assolir la llibertat.

## Ruta
Per tal de reduir el risc d'infiltracions, molts dels associats al Ferrocarril subterrani només coneixien la seva part de l'operació i no l'esquema global. Els "conductors" guiaven o transportaven els fugitius d'estació a estació. Un conductor algunes vegades simulava ser un esclau per entrar en una plantació. Dins la plantació, el conductor portaria l'esclau fugitiu directament cap al nord dels Estats Units. Els esclaus viatjaven de nit, al voltant d'entre 10 i 20 milles per dia, d'una estació a una altra. S'haurien de parar a les "estacions" durant la resta del dia. Les estacions se solien localitzar en graners, sota el terra de les esglésies o en llocs amagats com coves i forats a la terra. Mentre els fugitius estaven en una estació, s'enviava un missatge a l'estació següent per avisar el seu propietari que aquest estava en camí.
Els llocs de descans on els fugitius podien dormir i menjar van rebre els noms en clau d'"estacions" i "dipòsits", que estaven en poder dels "caps d'estació". Els "accionistes" eren aquells que donaven diners o subministrament. Es van utilitzar referències bíbliques; els fugitius es referien al Canadà com la "Terra promesa" i el riu Ohio com el "riu Jordà", que marcava el límit entre els estats esclavistes i els estats lliures.

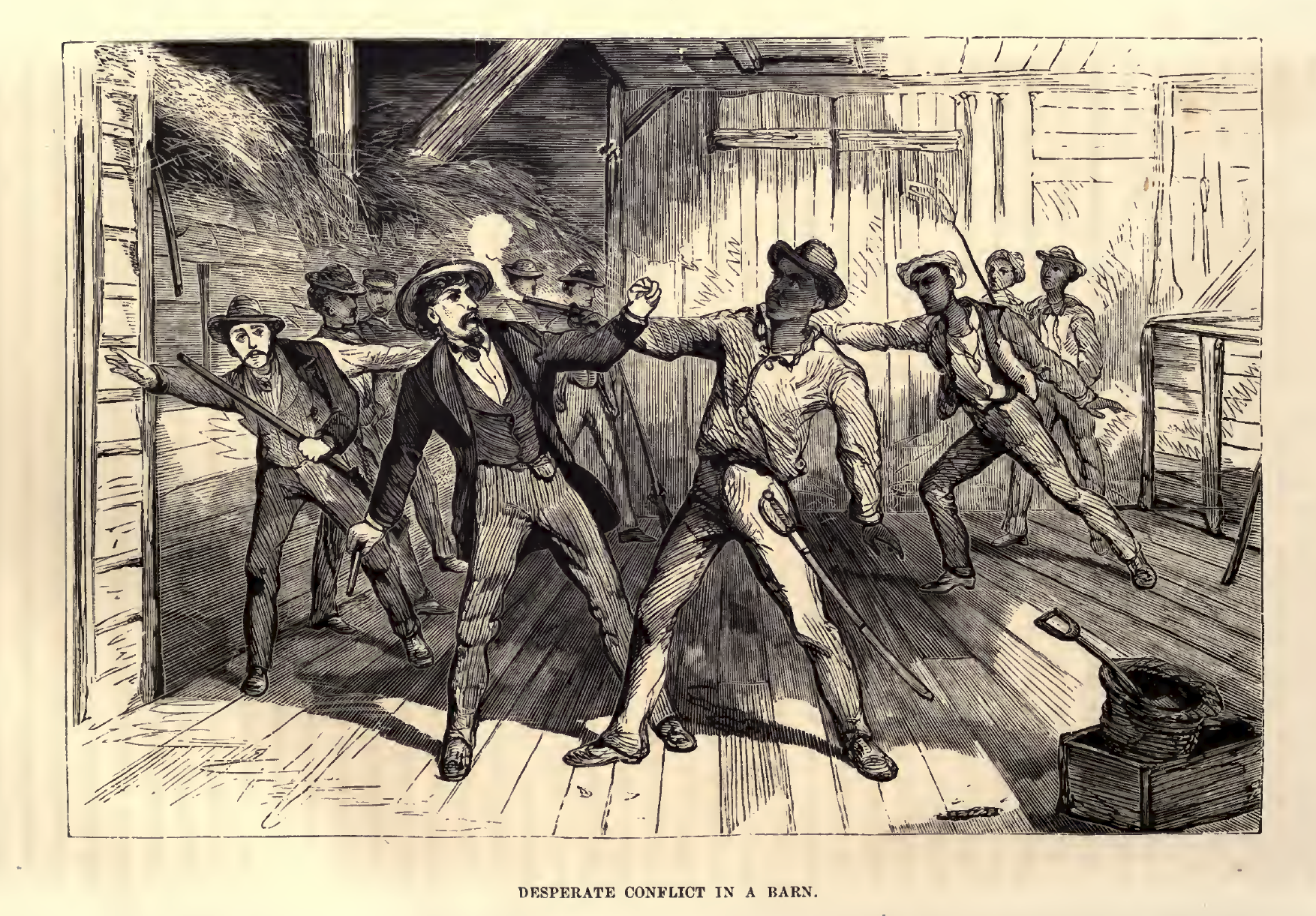
Gravat representant una baralla per la llibertat en un graner de Maryland.

### Condicions de viatge

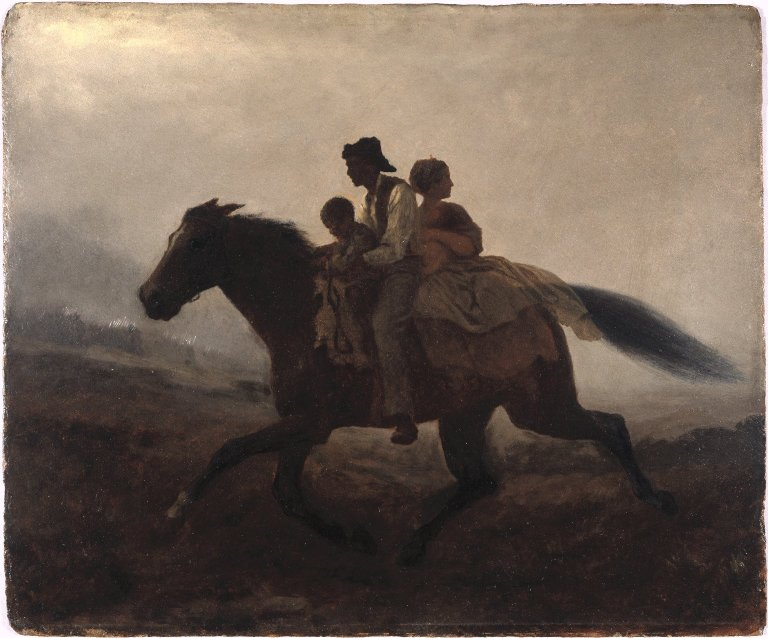
Eastman Johnson, A Ride for Liberty–The Fugitive Slaves, oli sobre paper, 22 × 26,25 cm, aprox. 1862, Museu de Brooklyn

Tot i que a vegades els fugitius viatjaven en vaixell o tren, normalment viatjaven a peu o en carro en grups d'1 a 3 esclaus. Hi havia grups que eren considerablement més nombrosos. L'abolicionista Charles Turner Torrey i els seus col·laboradors llogaven cavalls i carruatges, i normalment transportaven grups de 15 a 20 esclaus fugitius.
Normalment les rutes no eren directes, per a confondre els perseguidors. La majoria de les fugues eren fetes per individus o petits grups i algunes vegades hi havia fugues en massa, com l'incident de Pearl. Es considerava que els trams eren molts durs i perillosos per a les dones i els nens, tot i que també hi van participar. Harriet Tubman és una de les esclaves fugitives més famoses que posteriorment va ajudar molta altra gent a fugir.
Pel risc que els descobrissin, la informació sobre les rutes i els llocs segurs era transmesa de boca a oïda. Els diaris del sud dels Estats Units normalment contenien pàgines amb anuncis en què es demanava informació sobre esclaus fugitius i que oferien premis importants per la seva captura i retorn. Els fugitius eren perseguits fins a la frontera amb el Canadà per agutzils federals (Marshalls) i per caçadors de recompenses professionals que eren coneguts com a caçadors d'esclaus.
Els fugitius no eren els únics negres que estaven en risc dels caçadors d'esclaus. Per la demanda d'esclaus del sud pel desenvolupament de la indústria cotonera, els negres eren considerats com una mercaderia d'alt valor. Antics esclaus i negres lliures a vegades eren raptats i venuts com a esclaus. És conegut el cas de Solomon Northup, de Saratoga Springs (Nova York). Els certificats de llibertat dels afroamericans tot sovint eren robats o destruïts i per això donaven poca protecció als seus portadors.
Alguns edificis, com la casa Crenshaw (Illinois), situada al sud-est d'aquest estat, són llocs coneguts en què els negres lliures eren venuts com a esclaus. Aquests llocs rebien el nom de Ferrocarril subterrani revertit (Reverses Undergrond Railroad). Segons la Fugitive Slave Act de 1850 (Llei d'esclaus fugitius), quan es capturaven fugitius sospitosos, eren portats davant un magistrat especial conegut com a commissioner i no tenien dret a un judici per jurat popular i no podien testificar en la seva pròpia defensa. Tècnicament, no eren culpables de cap crim. L'agutzil o el caçador d'esclaus només havia de fer un jurament per adquirir un acte de reivindicatòria per retornar-lo al propietari. La pel·lícula Django desencadenat de Quentin Tarantino explica un d'aquests casos.
El Congrés dels Estats Units estava dominat per congressistes dels estats del sud i va aprovar la Llei d'esclaus fugitius per la frustració dels habitants del sud, perquè les institucions públiques dels estats del nord ajudaven els esclaus fugitius. En algunes parts del nord dels Estats Units, els caçadors d'esclaus necessitaven protecció policial per tal d'exercir la seva autoritat federal. L'oposició a l'esclavitud no significava que tots els estats del nord donessin la benvinguda als negres lliures. Per exemple, a Indiana, a la zona del riu Ohio, hi vivien molts sudistes. Això va fer que en aquest estat s'hi aprovés una esmena constitucional en què es va prohibir que els negres lliures s'hi establissin.

### Terminologia

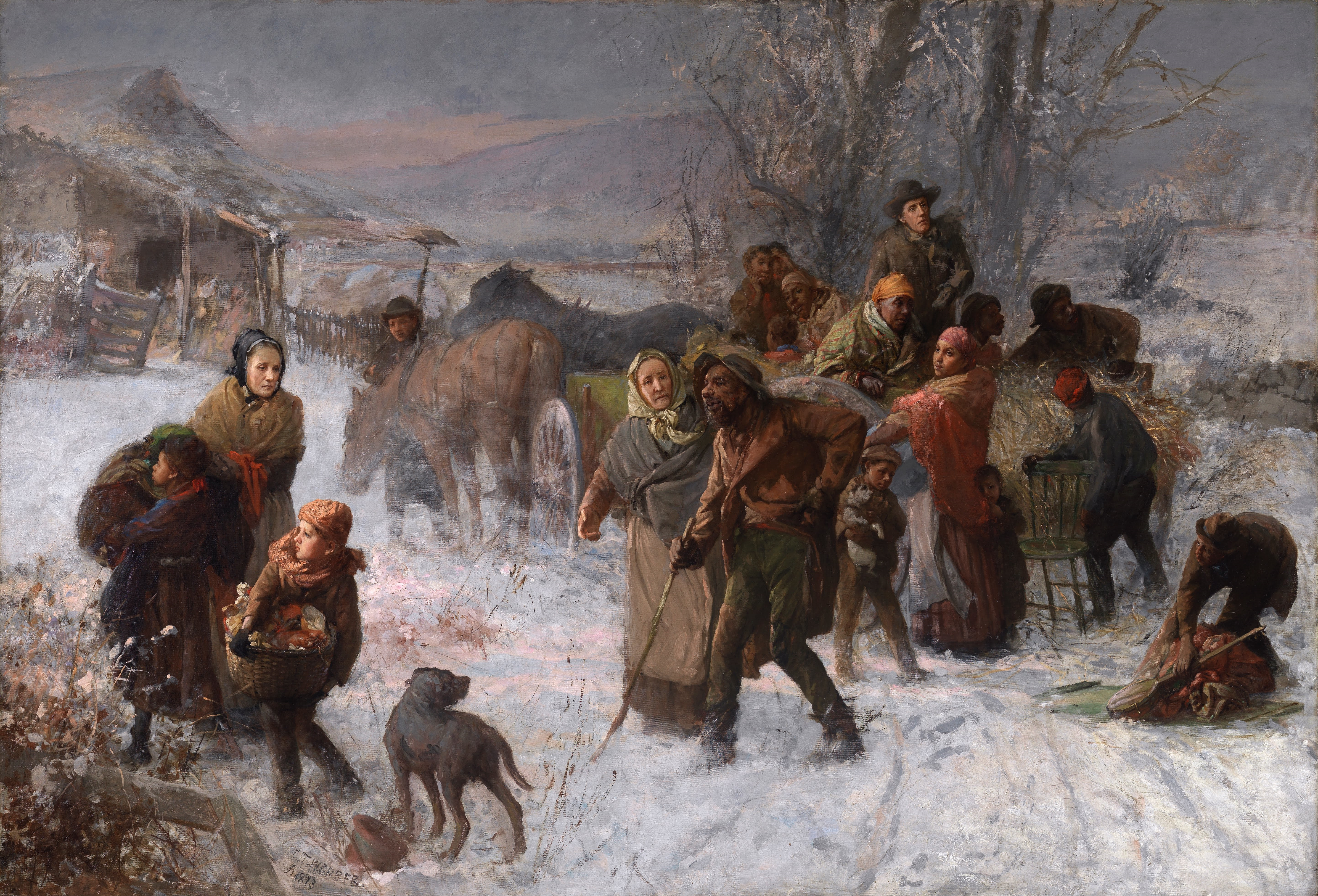
The Underground Railroad, pintat per Charles T. Webber

Els membres del Ferrocarril subterrani solien utilitzar termes específics basats en metàfores del ferrocarril. Per exemple:
- People who helped slaves find the railroad were "agents" (or "shepherds") (Els "agents" o "pastors" eren els que ajudaven els esclaus a trobar el ferrocarril)
- Guides were known as "conductors"  (els "conductors" eren els guies)
- Hiding places were "stations"  (les "estacions" eren els amagatalls)
- "Station masters" hid slaves in their homes (els "caps d'estació" eren els que amagaven els esclaus a les seves cases)
- Escaped slaves were referred to as "passengers" or "cargo"  (els "passatgers" o la "càrrega" eren els esclaus fugitius)
- Slaves would obtain a "ticket"  (els esclaus obtenien un "tiquet")
- Similar to common gospel lore, the "wheels would keep on turning"  (igual que en l'evangeli comú, les "rodes seguirien girant")
- Financial benefactors of the Railroad were known as "stockholders"[23] (els "accionistes" eren els financers del ferrocarril)

L'Ossa Major (que marcava l'estel polar era coneguda com la drinkin' gourd ('carabassa de beguda'). El Ferrocarril normalment es coneixia amb el nom de freedom train ('tren de la llibertat') o Gospel train ('tren de l'esperança'), que portava els fugitius cap al "Cel" o la "Terra promesa", que era el Canadà.
William Still era considerat The Father of the Underground Railroad (el pare del Ferrocarril subterrani). Ell va ajudar a centenars d'esclaus a escapar-se, als quals amagava a vegades a la seva casa de Filadèlfia. Va recollir records, entre els quals hi havia biografies curtes de la gent, que sovint contenien metàfores del ferrocarril. Va mantenir correspondència amb molts d'ells, sovint actuant com un mitjancer entre les comunicacions dels esclaus escapats i els amics i familiars que havien quedat darrere. Still va publicar aquestes històries en el llibre The Underground Railroad Records (1872), que ha esdevingut un recurs valuós per als historiadors per entendre com funcionava el sistema i per a fer recomptes dels individus que s'havien escapat. Segons Still, els missatges sovint estaven codificats i només els podien entendre els que estaven involucrats en el ferrocarril. Per exemple, aquest missatge: "I have sent via at two o'clock four large hams and two small hams" ('he enviat a les dues de la matinada quatre pernils grans i dos de petits'), indicava que quatre adults i dos nens havien estat enviats amb tren de Harrisburg (Pennsilvània) fins a Filadèlfia. La paraula addicional, via, significava que els "passatgers" no eren enviats en un tren normal, si no via Reading (Pennsilvània). En aquest cas, les autoritats haurien anat a buscar el tren regular per interceptar els "runaways", mentre que Still els trobaria a l'estació correcta i els posaria en lloc segur.

## Folklore i llegendes
A la dècada de 1980 es va popularitzar la idea que els cobrellits s'havien utilitzat per a fer senyals als esclaus fugitius. Segons els defensors d'aquesta teoria, es van utilitzar deu patrons de cobrellits que eren utilitzats per a dirigir els esclaus a fer accions particulars. Aquests cobrellits eren emplaçats per tal d'alertar els esclaus que s'escapaven com un mitjà de comunicació no verbal. El codi tenia un significat dual: primer assenyalava als esclaus que es preparessin per escapar-se i després indicaven la direcció que havien de seguir en la ruta.
La teoria dels cobrellits és controvertida. El primer treball que l'explica es documenta en una font de la història oral del 1999 i la primera publicació d'aquesta teoria es considera que es va fer en un llibre infantil el 1980. Molts historiadors i estudiosos de la història dels Estats Units anterior a la Guerra Civil afirmen que això només és una llegenda. Entre els historiadors que ho debaten hi ha Pat Cummings i Barbara Brackman. A més a més, l'historiador Giles Wright, especialista en el Ferrocarril subterrani, ha publicat un escrit desacreditant aquesta teoria.
De la mateixa manera, fonts populars i no acadèmiques afirmen que cançons espirituals i altres cançons com Steal Away o Follow the Drinking Gourd contenen informació en codi que ajudava els fugitius a seguir la ruta del ferrocarril. Tot i això, hi ha poques evidències en què es puguen basar. Els historiadors tendeixen a creure que les cançons dels esclaus podrien expressar esperança d'alliberar-se, però que aquestes cançons no tenien informació que ajudava literalment als "runaways".
El Ferrocarril subterrani va inspirar obres d'art. Per exemple, una cançó escrita el 1860 sobre un home que fugia de l'esclavitud de Tennessee que va escapar al Canadà: Song of the Free ('Cançó de la llibertat'), que fou composta amb la melodia d'Oh! Susanna. Les estrofes d'aquesta cançó finalitzen amb una referència al Canadà com la terra "where colored men are free" ('on les persones negres són lliures'). L'esclavitud al Canadà va patir un fort declivi després d'un decret de la cort de 1803 i fou abolida el 1834.

## Llei i política
Quan les friccions entre nord i sud van culminar en la Guerra Civil dels Estats Units, molts negres, esclaus i lliures, van lluitar a favor de l'exèrcit unionista. Després de la victòria dels del nord, el 6 de desembre de 1865, el Congrés va aprovar la Tretzena esmena a la Constitució dels Estats Units que prohibia l'esclavitud. Després d'això, hi va haver casos en què el Ferrocarril subterrani va operar a l'inrevés i hi va haver fugitius que van retornar als Estats Units.

## Crítica
L'escriptor, polític i esclau fugitiu Rederick Douglass va escriure de manera crítica sobre el Ferrocarril subterrani en la seva autobiografia titulada Narrative of the Life of Frederick Douglass, an American Slave:
| « | I have never approved of the very public manner in which some of our western friends have conducted what they call the Underground Railroad, but which I think, by their open declarations, has been made most emphatically the upperground railroad. | Jo mai he aprovat la manera tan pública en què alguns dels nostres amics occidentals han dut a terme el que ells anomenen "Ferrocarril subterrani", sinó que de la manera en què han fet obertament les seves declaracions, es podria parlar de "Ferrocarril per damunt de la Terra". | » |

I va continuar afirmant que tot i que honorava el moviment, ell creia que va servir perquè els propietaris dels esclaus vigilessin més els seus esclaus; d'aquesta manera, els altres esclaus que voldrien fugir ho tenien molt més difícil.

## Arribada al Canadà

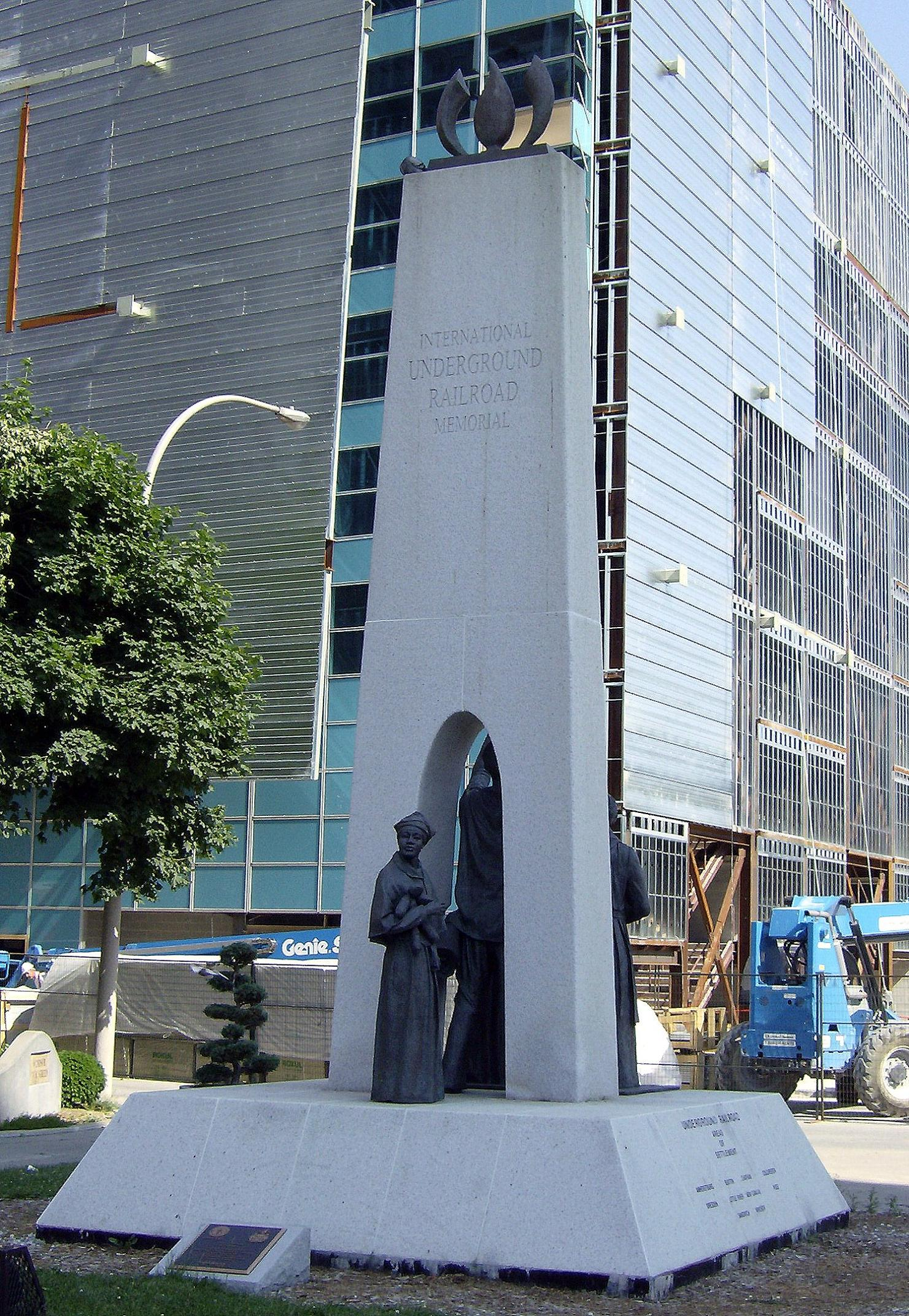
International Underground Railroad Memorial a Windsor (Ontario)

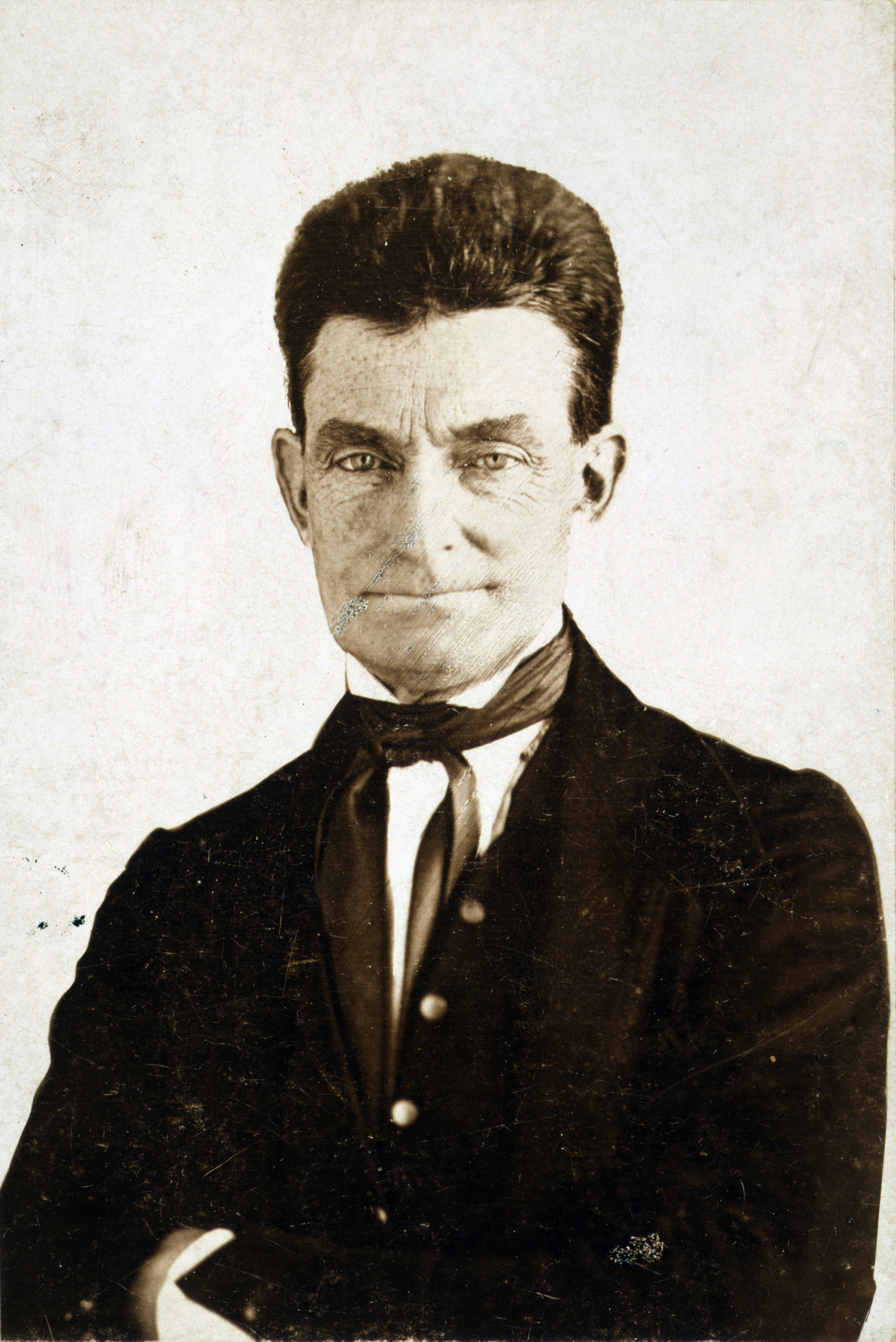
John Brown també va participar en el Ferrocarril subterrani

Es creu que al Canadà hi van arribar entre 30.000 i més de 100.000 esclaus fugitius dels Estats Units amb el Ferrocarril subterrani. El grup més nombrós es va assentar a l'Alt Canadà (Ontario), que a partir del 1841 es va passar a dir Província Unida del Canadà o Canadà occidental. Al sud d'Ontario s'hi van establir nombroses comunitats d'afrocanadencs, sobretot en el triangle entre Toronto, Niagara Falls (Ontario) i Windsor (Ontario). A Toronto s'hi van quedar a viure uns 1.000 refugiats i als comtats de Kent i d'Essex s'hi van establir moltes petites comunitats d'antics esclaus.
Nova Escòcia fou un altre centre que va acollir molts antics esclaus dels Estats Units. Per exemple, es van crear poblacions com Africville i altres pobles propers a Halifax. Molts d'aquests assentaments foren iniciats per lleialistes negres després de la Guerra d'Independència dels Estats Units. També es van fer importants assentaments d'afrocanadencs a altres zones d'Amèrica del Nord britànica com el Baix Canadà (actualment, Quebec) i l'Illa de Vancouver, on el governador, James Douglas, va encoratjar la immigració d'afroamericans per la seva oposició a l'esclavitud i pensava que una comunitat negra forta formaria un baluard contra aquells que volien unir l'illa amb els Estats Units.
Molts dels esclaus fugitius es van decebre quan van arribar al seu destí, ja que la vida al Canadà era difícil. Tot i que l'esclavitud estava prohibida des del 1834, encara hi havia molta discriminació ètnica. A més a més, molts dels nouvinguts van haver de competir amb la immigració massiva europea per als llocs de treball, de manera injusta a causa del racisme. Per exemple, en reacció als negres lleials que la corona britànica assentava al Canadà oriental, la ciutat de Saint John (Nova Brunswick) va modificar els estatuts el 1785 per excloure els negres de la pràctica del comerç, la venda de béns, la pesca o que poguessin esdevenir lliures. Aquestes disposicions no es van abolir fins al 1870.
Amb l'esclat de la Guerra Civil dels Estats Units, molts refugiats afroamericans van abandonar el Canadà per allistar-se a l'exèrcit de la Unió. Tot i que alguns van retornar posteriorment al Canadà, molts van romandre als Estats Units. A més a més, després del final de la guerra hi va haver molts afroamericans que van tornar als Estats Units per tal de retrobar la seva família i els seus amics, esperançats amb els canvis que hauria de portar l'emancipació i la reconstrucció.

## Ferrocarrilssimilars

### Àsia
Hi va haver un Ferrocarril subterrani similar a Àsia. Era una xarxa d'activistes i llocs d'asil que ajudaven a escapar els desertors nord-coreans del nord de la Xina cap a Tailàndia, per Laos, o cap a Mongòlia perquè poguessin arribar fins a Corea del Sud o els Estats Units. Si els coreans del nord eren presos a la Xina o a Laos, eren retornats a Corea del Nord, a on els esperava tortures, molts anys de presó i en alguns casos la mort.
Es creu que escapar-se fins a Tailàndia costava entre 1.300 i 2.500 $ (per Xina i Laos) fins a 10.000 $ (directament de la Xina a Corea del Sud). Els activistes més notables d'aquest Ferrocarril subterrani asiàtic foren Phillip Buck i Adrian Hong, de l'entitat Liberty in North Korea (LiNK).

## Personalitat notables
- Anderson Ruffin Abbott
- Henry Box Brown
- John Brown
- Samuel Burris
- Obadiah Bush
- Levi Coffin
- Asa Drury
- Frederick Douglass[36][37]
- Calvin Fairbank
- Matilda Joslyn Gage
- Thomas Garrett
- William Lloyd Garrison
- James Newton Gloucester
- Samuel Green
- Josiah Bushnell Grinnell
- Josiah Henson
- James Butler "Wild Bill" Hickok
- Laura Smith Haviland
- Isaac Hopper
- Roger Hooker Leavitt
- Jermain Wesley Loguen
- Samuel Joseph May
- James Mott
- Lucretia Coffin Mott
- Lucy Higgs Nichols
- John Parker
- John Wesley Posey
- Amy i Isaac Post
- John Rankin
- Alexander Milton Ross
- David Ruggles
- Gerrit Smith
- William Still
- Charles Turner Torrey
- Sojourner Truth
- Harriet Tubman
- Jonathan Walker (abolicionista)
- Charles Augustus Wheaton
- John Greenleaf Whittier
- Martha Coffin Wright

## Localitzacions notables
- Albany (Nova York)
- Bialystoker Synagogue
- Boston (Massachusetts)
- Broderick Park
- Buffalo (Nova York)
- Burkle Estate, Tennessee
- Burlington (Wisconsin)
- Charlemont (Massachusetts)
- Chatham–Kent Ontario
- Chicago, Illinois
- Cincinnati Iowa
- Clearfield County (Pennsilvània)
- Crystal Park (Pennsilvània)
- Cyrus Gates Farmstead
- Detroit, Michigan
- Dresden (Ontario)
- Elmira (Nova York)
- Farmington (Connecticut)
- Galesburg (Illinois)
- Gowanda (Nova York)
- Granville (Ohio)[38]
- Grinnell (Iowa)
- Halifax, Nova Escòcia
- Ironton (Ohio)
- Jacksonville (Illinois)
- Jersey City (Nova Jersey)[39]
- Jerseyville (Illinois)
- Lawnside (New Jersey)
- Lewis (Iowa)
- Lewiston (Nova York)
- Mayhew Cabin
- Milton (Wisconsin)
- Nebraska City
- New Albany (Indiana)
- Oberlin (Ohio)
- Owen Sound (Ontario)
- Filadèlfia, Pennsilvània
- Pickering (Ontario)
- Portsmouth (Ohio)
- Ripley (Ohio)
- Rochester (Nova York)
- Salem (Ohio)
- Sandusky (Ohio)
- Rossville (Staten Island)
- St. Catharines, Ontario
- Springboro (Ohio)
- Syracuse (Nova York)
- Toronto. Ontario
- Troy (Nova York)
- Union City (Michigan)
- Uniontown (Pennsilvània)
- Vandalia (Michigan)
- Wabaunsee County (Kansas)
- Westfield (Indiana)
- West Nyack (Nova York)
- Wheaton (Illinois)
- Wilmington (Delaware)
- Windsor (Ontario)

## Esdeveniments relacionats
- 1776 - Declaració d'Independència dels Estats Units
- 1793 - Llei contra l'esclavitud del Canadà
- 1800 - Segon Gran Despertar
- 1820 - Compromís de Missouri
- 1850 - Compromís de 1850
- 1850 - Llei dels esclaus fugitius
- 1851 - Rescat de Jerry
- 1854 - Llei de Kansas-Nebraska
- 1857 - Cas Dred Scott contra Sandford
- 1858 - Rescat d'Oberlin-Wellington
- 1860 - Abraham Lincoln d'Illinois és elegit el primer president dels Estats Units del Partit Republicà
- De 1861 fins a 1865 - Guerra Civil dels Estats Units
- 1863 - Proclamació d'emancipació del president Lincoln
- 1865 - Tretzena esmena a la Constitució dels Estats Units

## Literatura contemporània
- 1829 - L'Appeal to the Coloured Citizens of the World de David Walker). Crida a la resistència contra l'esclavitud a Geòrgia.
- 1852 - La cabana de l'oncle Tom de Harriet Beecher Sotwe.
- 1854 - The Planter's Northern Bride de Caroline Lee Hentz.